# Acacia subtortuosa
Acacia subtortuosa é uma espécie de leguminosa do gênero Acacia, pertencente à família Fabaceae.